# Pacific 231 (mouvement symphonique)
Pour les articles homonymes, voir Pacific 231.
 (juillet 2024).
Si vous disposez d'ouvrages ou d'articles de référence ou si vous connaissez des sites web de qualité traitant du thème abordé ici, merci de compléter l'article en donnant les références utiles à sa vérifiabilité et en les liant à la section « Notes et références ».
Pacific 231 ou Mouvement symphonique no 1 (H. 53) est une œuvre orchestrale d’Arthur Honegger composée en 1923 et créée le 8 mai 1924 à l'Opéra Garnier sous la direction de Serge Koussevitzky. Premier des trois mouvements symphoniques écrits par le compositeur, elle précède Rugby créé en 1928 et le Mouvement symphonique no 3 créé en 1933 dont le succès, quoique décroissant, s'inscrit dans la culture nouvelle du XXe siècle.

## Genèse
Ce projet est issu de la musique d'accompagnement du film La Roue d'Abel Gance.
Il s'agit d'un parcours musical classique à bord de la célèbre locomotive à vapeur éponyme. Le morceau imite divers bruitages grâce aux instruments de l'orchestre symphonique : grincements de ferraille et fuites de vapeur rendus par les glissandi d'instruments aigus (violons), lourdeur du train au démarrage rendue par les instruments graves (cuivres), grand bruit de la pleine vitesse (tutti orchestral), fracas violent du freinage (percussions). Il y a de plus un aspect répétitif des bruits de roues à différentes allures, Honegger simulant l'aspect de rotation par des croches/triolets/ou doubles-croches longuement répétés, l'accélération du train grâce à des valeurs rythmiques en diminution (valeurs de plus en plus courtes), puis la décélération du train par la technique opposée, c'est-à-dire l'augmentation des valeurs rythmiques (valeurs de plus en plus longues). 
L'utilisation du bruit dans la musique en tant que recherche maximale des possibilités sonores deviendra progressivement la norme musicale dominante dans la deuxième partie du XXe siècle, surtout dans la musique électroacoustique, qui, par contre, abandonnera les instruments de musique au profit des objets-instruments, des bruits du quotidien et des sonorités électroniques.
Pacific 231 est une pièce qui peut faire penser à ce qu'allait être la musique répétitive, c'est-à-dire avec une forte composante rythmique plus que mélodique, encore qu'on puisse facilement isoler plusieurs thèmes mélodiques. Le compositeur américain du XXe siècle Steve Reich, adepte de la musique répétitive, a lui aussi composé une œuvre sur les trains : Different Trains.
Ce poème symphonique est considéré comme l'une des premières œuvres musicales dites urbanistes, c'est-à-dire inspirées par la révolution technologique du début du XXe siècle. Le succès international de cette œuvre fut indéniable. Bien que n'étant pas la plus importante de son auteur, elle a fait le tour du monde, et a eu un impact culturel important à l'époque. La Symphonie no 2, dite « de fer et d'acier », de Sergueï Prokofiev a été inspirée par l'écoute de la création de Pacific 231.